# Кайнар (Ордабасинский район)
Кайнар (каз. Қайнар) — село в Ордабасинском районе Туркестанской области Казахстана. Входит в состав Буржарского сельского округа. Код КАТО — 514637300.

## Население
В 1999 году население села составляло 3099 человек (1524 мужчины и 1575 женщин). По данным переписи 2009 года, в селе проживали 3264 человека (1644 мужчины и 1620 женщин)